# Rochefort-sur-Brévon
Rochefort-sur-Brévon é uma comuna francesa na região administrativa da Borgonha-Franco-Condado, no departamento de Côte-d'Or. Estende-se por uma área de 13 km². Em 2010 a comuna tinha 40 habitantes (densidade: 3,1 hab./km²).